# Podolí (Letovice)
Podolí je malá vesnice, část města Letovice v okrese Blansko. Nachází se asi 3,5 km na jihovýchod od Letovic. Je zde evidováno 50 adres. Trvale zde žije 79 obyvatel.
Podolí leží v katastrálním území Podolí u Míchova o rozloze 1,92 km2.

## Fotogalerie

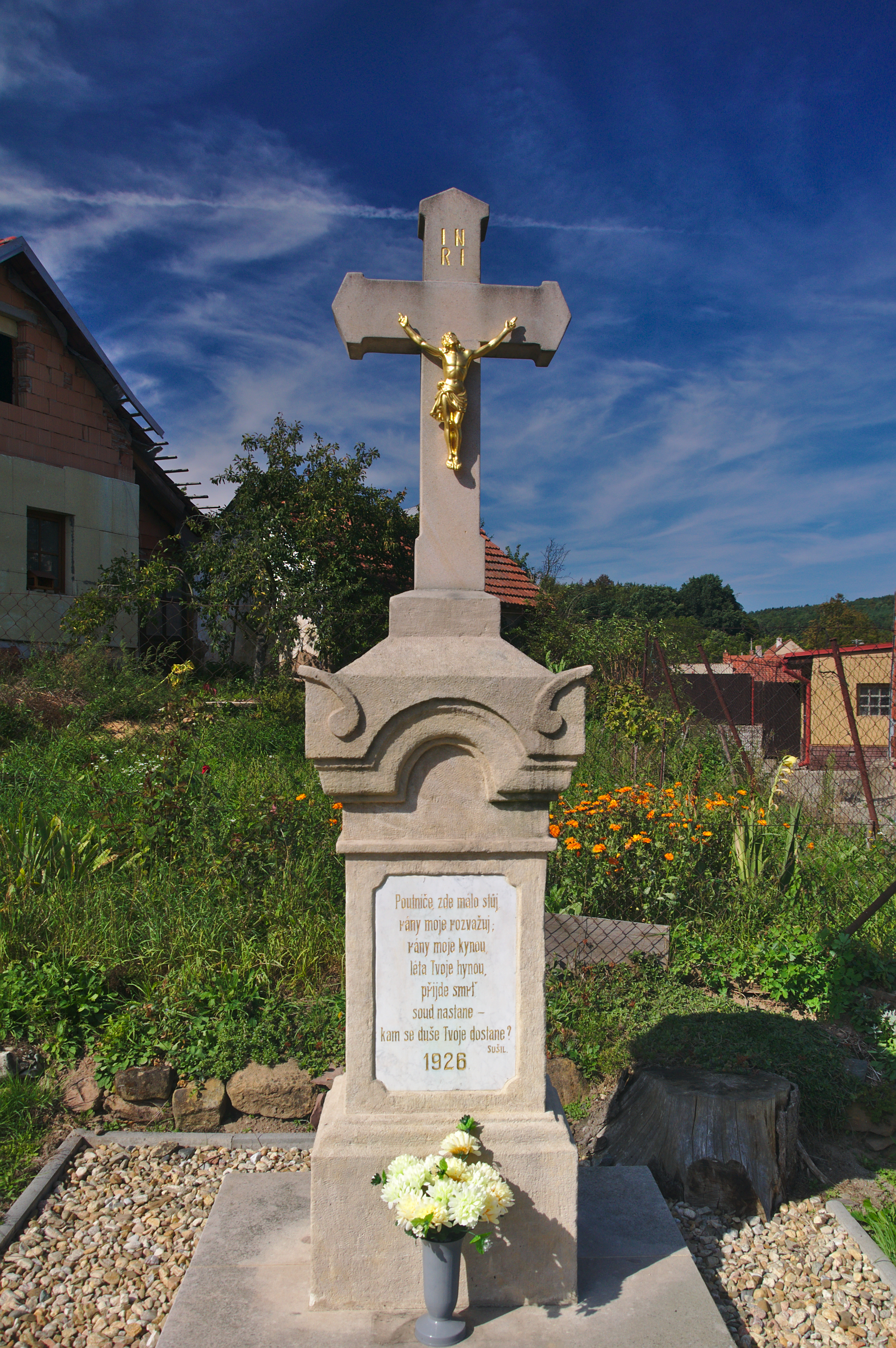
Kříž na křižovatce
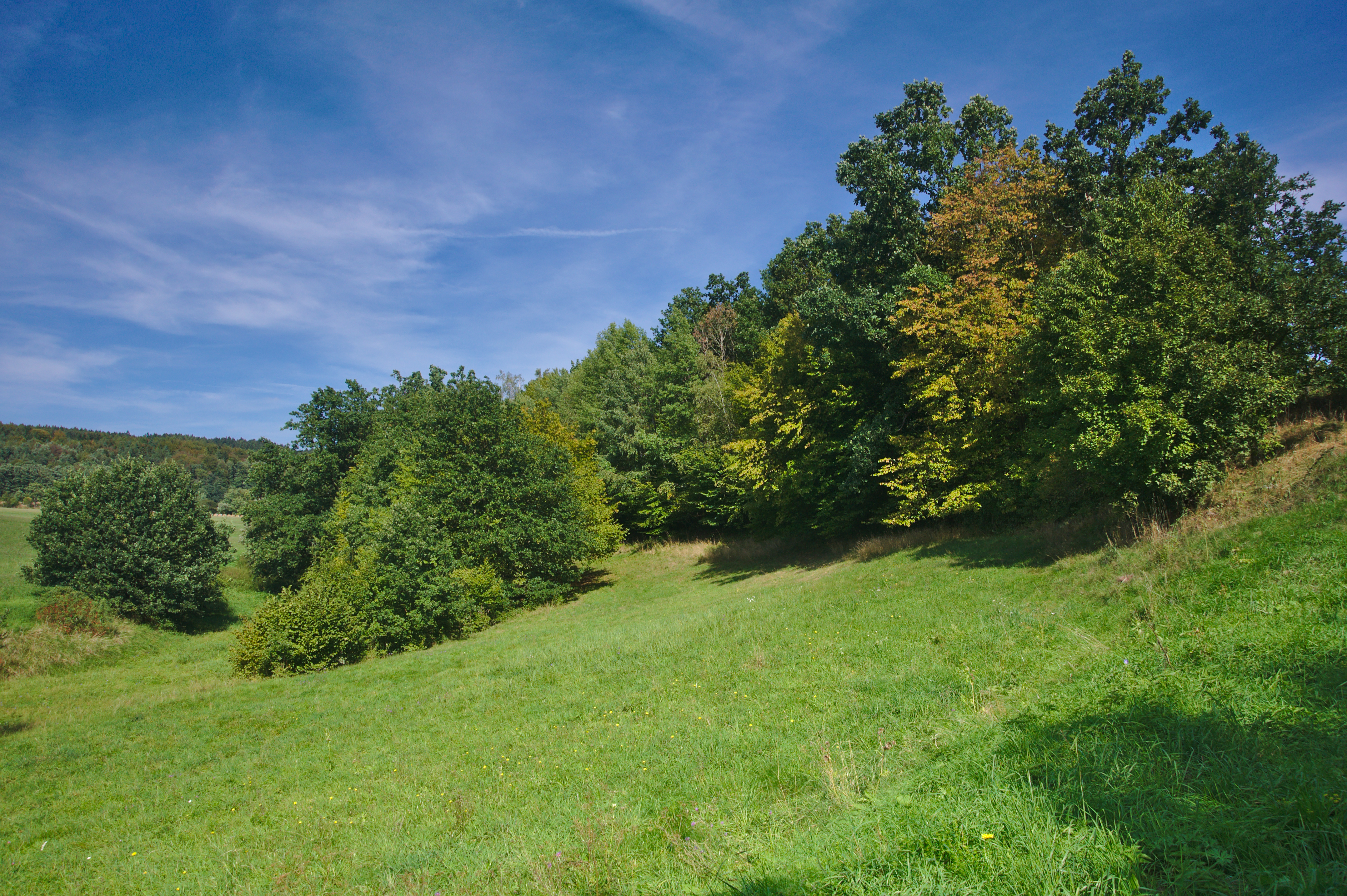
Krajina severně od obce
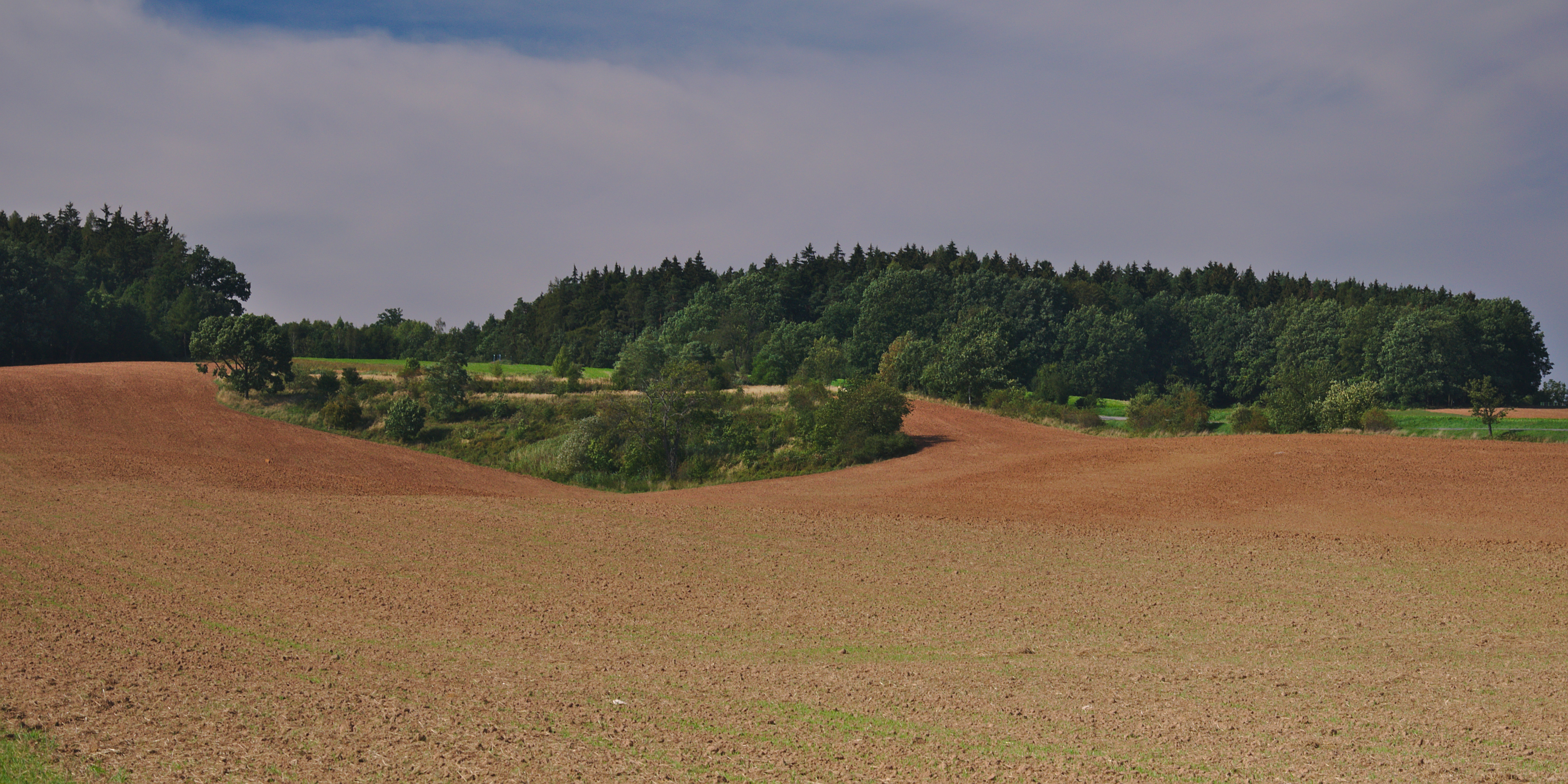
Krajina jižně od obce